# Ziauddin Yousafzai
Ziauddin Yousafzai (ourdou : ضیاء الدین یوسفزئی), né en janvier 1969, est un enseignant, militant pour l'éducation et diplomate pakistanais. Originaire de la vallée de la Swat dans laquelle il fonde une école, Ziauddin est surtout connu pour être le père de Malala Yousafzai, la plus jeune lauréate du Prix Nobel de la paix, qui milite elle aussi pour les droits des filles, notamment lors de l'occupation talibane de leur région.

## Biographie

### Vie au Pakistan
Ziauddin Yousafzai étudie l'anglais. Titulaire d'un master of arts, il fonde la Khushal Public School, une école pour filles, dans la ville de Mingora, située dans la vallée de la Swat,. Le nom de l'école fait référence à Khushal Khattak, un poète et guerrier Pachtoune. Ziauddin et son épouse Tor Pekai Yousafzai ont trois enfants. L'aînée est une fille prénommée Malala en hommage à Malalai de Maiwand, une héroïne populaire.
Après l'arrivée de talibans pakistanais dirigés par Maulana Fazlullah dans la vallée de la Swat, Ziauddin Yousafzai prend la parole en public pour exprimer son opposition et critiquer l'inaction du gouvernement. Il est proche du parti national Awami (ANP), un parti de gauche séculier. Une station de radio contrôlée par les talibans le désigne comme ennemi du mouvement. En 2008, la Jirga, une assemblée traditionnelle qui réunit les anciens, le choisit comme porte-parole. L'année suivante, alors que la BBC recherche des témoignages d'enfants, il encourage sa fille à écrire un journal au sujet des conditions de vie sous le régime des talibans,.

### Vie au Royaume-Uni
En octobre 2012, sa fille Malala Yousafzai est victime d'une tentative d'assassinat. Son père se réfugie avec sa famille au Royaume-Uni et affirme dans un premier temps qu'ils retourneront au Pakistan dès que Malala sera rétablie. Yousafzai est nommé conseiller spécial des Nations unies pour l'éducation globale auprès de l'envoyé spécial Gordon Brown en décembre 2012, puis début 2013 attaché culturel au consulat du Pakistan à Birmingham. La même année, il crée avec sa fille le Fonds Malala, une organisation qui vise à promouvoir l'éducation des filles dans le monde. 
Au nom de sa fille, il reçoit le prix Simone-de-Beauvoir. Ziauddin Yousafzai fait partie des cofondateurs du fonds Malala. Il accompagne sa fille lorsqu'elle visite des personnalités comme la reine Élisabeth II. En 2014, il est invité à parler des droits des femmes durant la conférence conférence TED.
Le 10 octobre 2014, sa fille obtient le prix Nobel de la paix avec l'Indien Kailash Satyarthi.